# الاغتصاب في فرنسا
في فرنسا، الاغتصاب غير قانوني وكذلك الاغتصاب في إطار الزواج أمر غير قانوني. في السنوات الأخيرة كان هناك زيادة طفيفة في حالات الإبلاغ عن الاغتصاب حصلت في فرنسا وذلك راجع لعدة أسباب من بينها كثرة تدفق المهاجرين الغير شرعيين على البلد وتحسن حقوق المرأة في فرنسا وبالتالي عدم شعورها من الخوف أو الرهبة عند تبليغ الشرطة بحصول الجرم.

## الدراسات
تم في كثير من الأحيان توثيق الاغتصاب عبر التاريخ الفرنسي. حيث ألف الكاتب جورج فيجاريلو عام 2001 كتابا يُسلط فيه الضوء على تاريخ الاغتصاب في فرنسا وقد ركز بشكل كبير على الفترة والأحداث التي حصلت من القران السادس عشر حتى القرن العشرين، كما ذكر أن الاغتصاب من الناحية التاريخية يُعد شكلا من أشكال العنف إلا أن عقوبته تبقى بسيطة وغير فعالة إلى حد كبير.

## الإحصاءات

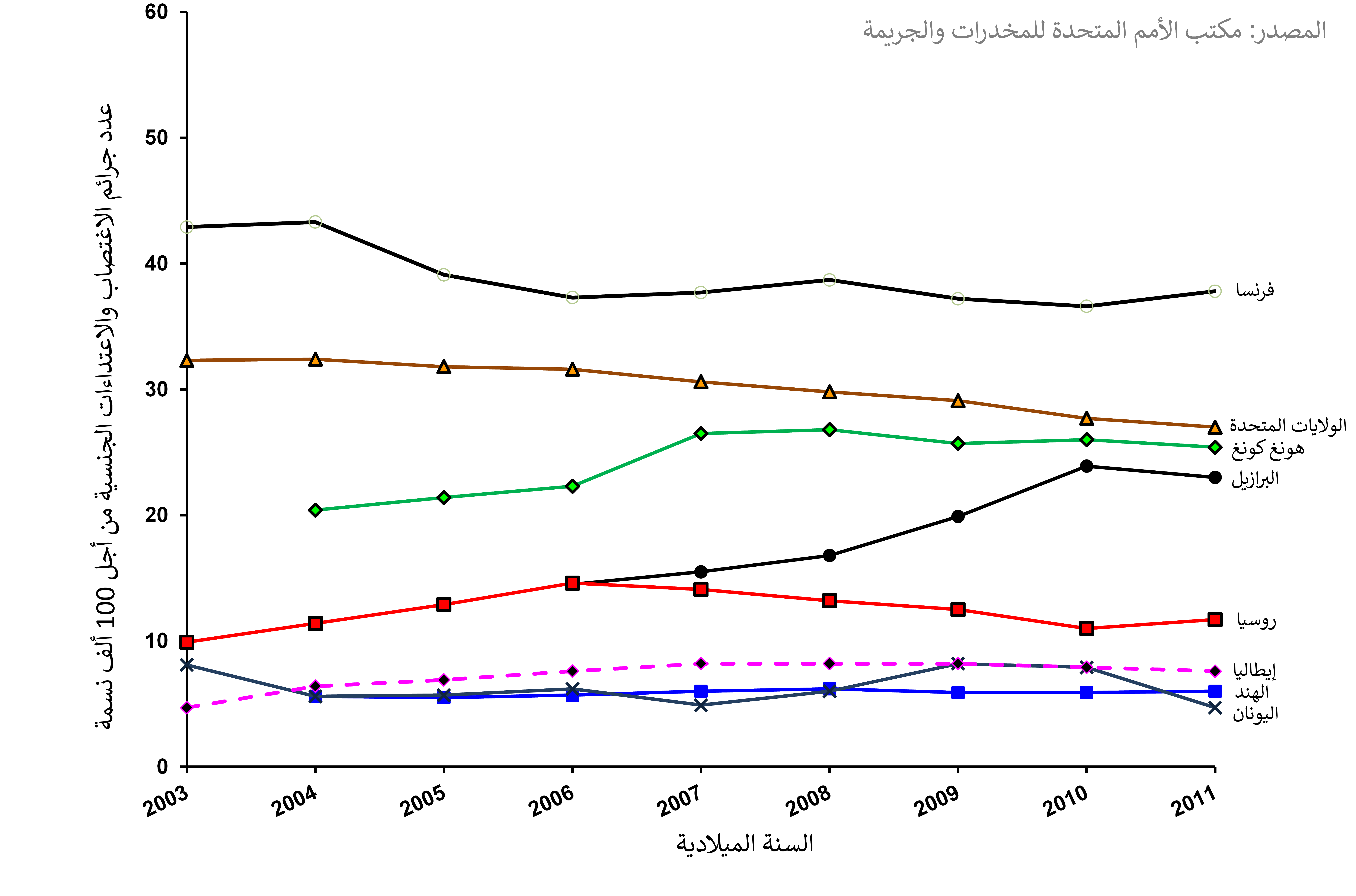
حالات الاغتصاب السنوي وجميع أشكال الاعتداءات الجنسية لكل 100.000 شخص.

في عام 1971، أُعلن على أن معدل الاغتصاب في فرنسا قد بلغ 2.0 لكل 100.000 شخص. وفي عام 1995 ارتفع المعدل بشكل كبير ليصل إلى 12.5، ثم واصل ارتفاعه حيث وصل عام 2009 إلى 16.2 حالة وسط كل 100.000 شخص.
حسب تقرير صدر عام 2012 وتكلفت نيويورك تايمز بنشره فإن حوالي 75,000 يتم اغتصابهم سنويا في فرنسا. ففي عام 2012 كانت هناك 1,293 حالة اغتصاب مبلغ عنها، ثم ارتفع العدد قليلا ليصل إلى 1,188 حالة اغتصاب مبلغ عنها عام 2013 في فرنسا.

## الاغتصاب الجماعي
وفقا لتقرير صدر عام 2014، فإن 5000 حتى 7000 شخص يتم اغتصابهم بشكل جماعي. وقد أثار التقرير جدلا واسعا حينها خاصة أن نسبة كبيرة من الرقم هن إناث مما استدعى تدخل عدة جمعيات حقوقية والمجتمع المدني بحثا عن حل لهذه "المشكلة"، وتُعد اليوم سميرة بليل أوائل من جذبن انتباه العامة لموضوع الاغتصاب الجماعي وذلك عقب تأليفها لكتاب تحت عنوان جحيم في المنعطفات (بالفرنسية: Dans l'enfer des tournantes)‏.
في تشرين الأول/أكتوبر 2012، ذكرت فتاتان في فونتوني سو بوا في ضواحي باريس أنهن يشهدن على عمليات اغتصاب يومية في الأبراج الشاهقة وفي بعض الأحيان تتم عمليات الاغتصاب من قبل عشرات من الفتيان، وقد وصفت إحدى الفتيات أنها شاهدت طابورا مكونا من 50 شابا بتناوبون على اغتصاب فتاة وحيدة.

## مجرمين متهمين بالاغتصاب
- غيل دي ريز (1404-1440) - أدين بالاغتصاب والقتل فتم إعدامه.[12]
- بيير كانال (1946-2003) - جندي فرنسي أدين بتهمة الاغتصاب والاختطاف وتم الحكم عليه بعشر سنوات في السجن.[13]
- إميل لويس (1934-2013) - حكم عليه بالسجن مدى الحياة في عام 2004 بسبب الاغتصاب.[14]
- ميشال فورنيرت (1942- ) - أدين عام 1987 بتهمة الاغتصاب والاعتداء على القاصرين.[15]
- يوسف بشير (1869-1898) - أدين بالقتل والاغتصاب ونفذ في حقه حكم الإعدام في ديسمبر/كانون الأول عام 1898.[16]
- رومان بولانسكي (1933- ) - أدين بتهمة اغتصاب فتاة تبلغ من العمر 13 عاما.[17]
- مين جورج (1962- ) - اغتصب وقتل حوالي سبعة نساء فحُكم عليه عام 2001 بالسجن مدى الحياة.[18]